# Vignir Svavarsson
Vignir Svavarsson (ur. 20 czerwca 1980 w Rejkiaviku) – islandzki piłkarz ręczny, obrotowy, występujący w niemieckim TSV Hannover-Burgdorf. W 2008 roku wystąpił na Igrzyskach Olimpijskich w Pekinie, gdzie jego drużyna zdobyła srebrny medal. Podczas mistrzostw Europy w 2010 r. w Austrii zdobył brązowy medal.

## Sukcesy
- 2. miejsce na Igrzyskach Olimpijskich w Pekinie
- 3. miejsce na mistrzostwach Europy w Austrii
- puchar EHF